# 何御
何御（1505年—？），字範之，福建福州府福清縣人，民籍，明朝政治人物。

## 生平
嘉靖十六年（1537年）福建鄉試第八十二名舉人。嘉靖十七年（1538年）中式戊戌科會試第一百八十五名，登第三甲第一百零五名進士。歷官兩浙鹽運使。有《白湖艸》十一卷。

## 家族
曾祖何熙，舉人署教諭事；祖父何璋；父何元秩，母林氏。永感下。弟何徽、何衍、何術、何衢。